# Gróf
A gróf (latinul comes), a középkori Nyugat- Közép- és Dél-Európában a királytól sokszor csak közvetetten függő, nagy fokú autonómiával rendelkező feudális nagybirtokosokat jelentette, akik egy-egy területi egység vezetői, a helyi közigazgatás, katonai és bírói hatalom birtokosai voltak. A gróf szó valószínűleg a német: graf szóból, vagy annak a latin átíratából: gravio szóból származik. A Magyar Királyságban a középkori comes (magyarul ispán) cím nem jelentett autonómiát, csupán a vármegye közigazgatási, katonai és bírói irányító hivatalát. A grófi tisztség az újkorban az uralkodó által adományozott öröklődő főnemesi címmé vált.

## A tisztség ókori eredete
A latin comes szó eredeti jelentése „útitárs, barát, kísérő”. A Római Köztársaság korában a comes valamely magistratus vagy provincia-helytartó tanácsadója, illetve kísérője volt. Ebben az időben még nem hivatalos címet vagy megbízást jelentett, viselői pusztán a magistratus (vagy promagistratus) rokonai, barátai voltak, akik utazásaik során elkísérték őket. A császárkorban ugyancsak comesnek hívták az uralkodó tanácsadóit, kísérőit. A császári kísérők, tanácsadók egy része idővel intézményes hivatalt kapott. Ezen hivatalok közé tartozott például a Claudius (uralkodott 41-54) alatt megjelenő és a császár jogtanácsosa tisztségnek megfelelő comes Augusti. Marcus Aurelius (uralkodott 161-180) és Septimius Severus (uralkodott 193-211) idején a comesek testületet (comitatus) alkottak, és hatáskörük a jogtanácsosi feladatoktól a katonai törzskari feladatokig terjedt.
A comitatus időközben jelentőségét veszített intézményét I. (Nagy) Constantinus (uralkodott 306-334) újjászervezte. Constantinus uralkodásától a comesek a császár különleges feladatokat ellátó bizalmasainak körét alkották, és részt vettek a császári udvar, illetve a provinciák igazgatásában. Ekkor már az udvar valamennyi főbb hivatalnokát comesnek nevezték, és rögzített feladataik szerint három, megszólításukat (vir illustris, vir spectabilis, vir clarissimus) is meghatározó rangcsoportba sorolták őket. Egyes comesek hivataloknál fogva erős befolyást gyakoroltak a császárra és jogi igazgatására is. A legmagasabb rangú comesek közé tartozott például a comes sacrarum largitionum („szent bőkezűség comese”), aki a katonáknak ajándékként juttatott pénzről kapta hivatala nevét, s a pénzügyi igazgatás legfelsőbb vezetőjeként a különböző adók beszedéséért, valamint a pénzverésért volt felelős. Jelentős hatalom összpontosult a császári magántulajdon igazgatójának, a comes rerum privatarum-nak a kezében. A comes orientis a 4. század közepétől a Római Birodalom keleti tartományainak teljhatalmú kormányzójaként működött, kiszorítva ezáltal hivatalából az ottani vicariust. A comes címet esetenként szolgálat nélkül is adományozták, ekkor a municipális terhek alól szabadított fel.

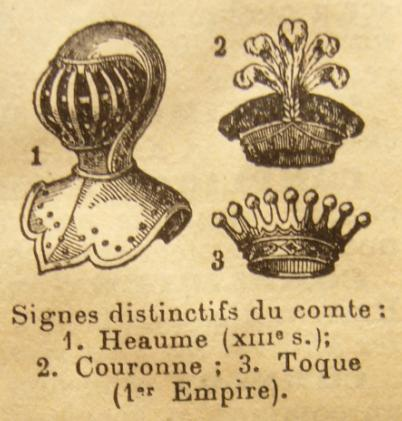
A grófi rang jelölése a francia heraldikában

## A grófi tisztség és cím Európában
A comes a korai középkorban királyi hivatalnokot jelentett. Később egyúttal a király által adományozott ranggá is vált, a tulajdonképpeni társadalmi státusz egyfajta kiemelő jelzőjeként.

### Középkor

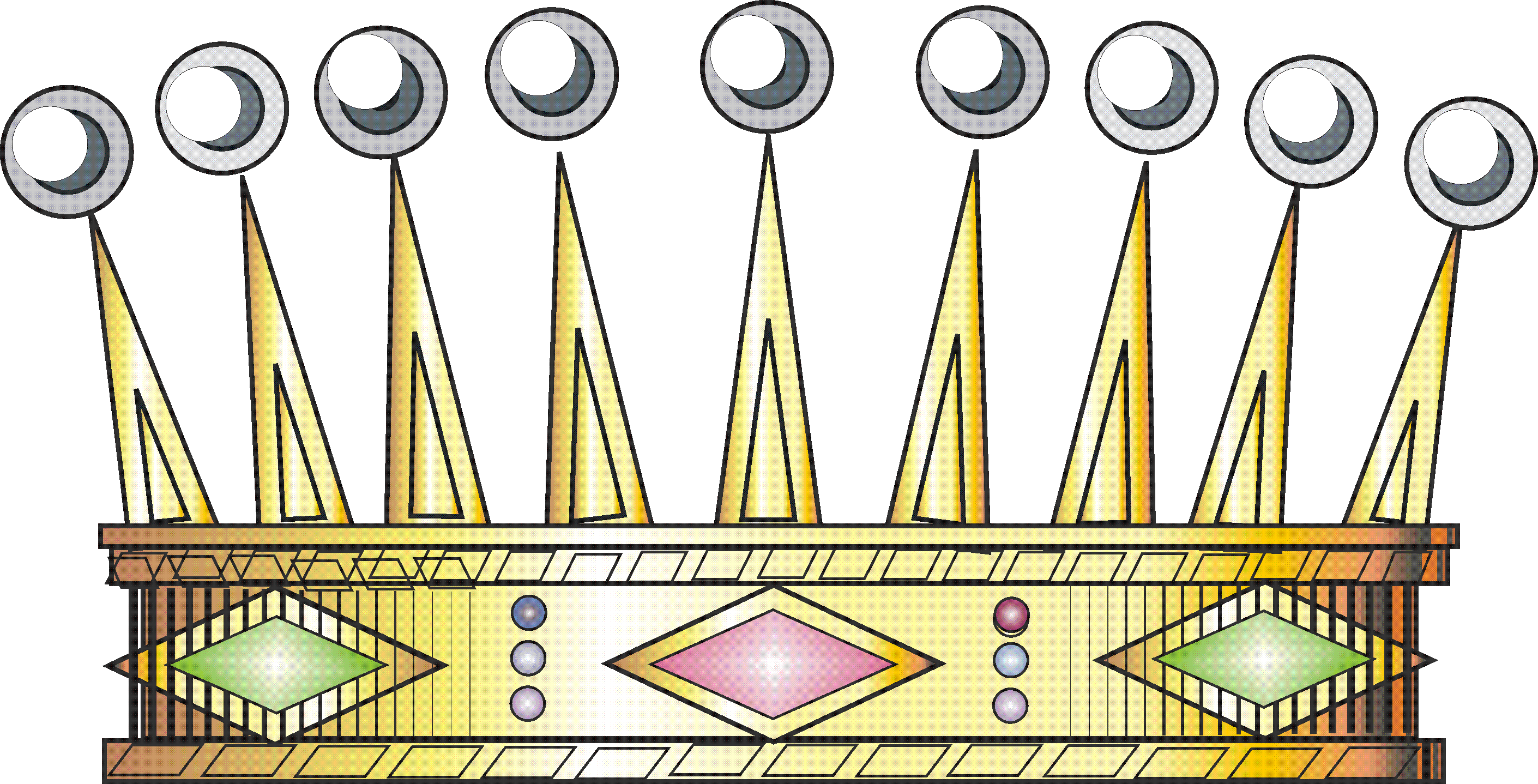
Grófi korona

A comitatus alatt a kora középkori germán népeknél az udvari kíséret, személyzet összességét értették. A comes (frank nyelven: grafio) a Római Birodalom bukása után, az 5. század végétől a király által kinevezett hivatalnokot jelentette. A grófnak jogában állt törvény elé idézni a területén élőket, és ítélkezhetett felettük.
A Frank Birodalomban a király hatalmával együtt nőtt a grófi hatalom is: alá tartozott a közrend felügyelete, a befolyó jövedelmeket kezelhette, háborúban seregeket vezethetett stb. Nagy Károly területi közigazgatási egységekre, grófságokra (comitatus) osztotta országát, amelyek élére a főurak közül állított vezetőket, a nem öröklődő című, leváltható grófokat. A határterületi grófságokban úgynevezett őrgrófságokat szervezett. Az új közigazgatási rendszert a következő frank uralkodók is átvették, és a későbbiekben nagy hatást gyakorolt a keresztény hitre tért népek államépítésére. A grófok által felügyelt területek – vagy azok egy része – a későbbiekben gyakran a család tulajdonába vándoroltak, és a hűbéri területekkel egybeforrva alakultak ki a hatalmas grófi birtokok.
Legkésőbb 1338-ban a francia királyok megkezdték a grófi cím – tisztség nélküli – adományozását. 
A grófok rangkoronája 16 ágú volt, ebből kilenc látszik a címerpajzsokon.

### Különböző grófi méltóságok
- Majordomus
Latin eredetű, jelentése háznagy. Frank udvari főméltóság. Eredetileg a királyi jószágok és udvartartás felügyelője, később kormányzó, fővezér és főbíró volt egy személyben. A gyakran szétszórtan elhelyezkedő birtokokat felügyelte, majd más jogköröket is kapott: királyi tanácsadó, az udvari személyzet elöljárója, a hadsereg vezetője lett. A 6. század végétől, amikor a Meroving gyermekkirályok követték egymást, a majordomusok a királyok nevelőiként befolyást szereztek a kormány felett, és ezt a nagykorú uralkodók mellett is megőrizték.
- Palotagróf
Latinul comes palatinus, németül Pfalzgraf. Középkori és kora újkori udvari fő tisztségviselő. Eredetileg a római császári palota kamarása és testőre, Bizáncban a császári magánkincstár feje. A Meroving-korban a királyi udvar közigazgatási és törvénykezési ügyekben intézkedő fő tisztségviselője, a Karolingoknál az udvartartás vezetője, az udvarnaggyal együtt a majordomusi feladatokat látta el, az udvar népének legfőbb bírájaként az uralkodó helyett is hozhatott ítéletet. A királyt képviselte a törvényszék előtt is az eskütételek és az ítélethozatalok idején, főbírói tisztet töltött be, felelt a törvényszéki események hiteles feljegyzéséért. Később saját bírósága alakult. A magyar nádor és a lengyel vajda latin címe is palotagróf volt.
- Earl
Angol és skót főnemesi cím, a grófi rang pontos megfelelője, de (mint általában az angol címek) primogenitúra szerint öröklődik. Eredetileg nagyjából a középkori magyarországi ispánnal azonos jelentésű: a 11-12. századig így nevezték a grófságok élére állított királyi kormányzót. Ettől fogva fokozatosan címmé vált. A 14. századig a grófság névleges fejét (egyben rendszerint legnagyobb földesurát) jelölte és a hercegi (duke) és őrgrófi (marquis, marquess) cím megjelenéséig a legelőkelőbb címnek számított.
- Birodalmi gróf
 Németül Reichsgraf. Olyan grófi család tagja, amely tartományúri hatalommal (Landeshoheit) rendelkezett a Német-római Birodalomban. Rangban a birodalmi fejedelem után következett, néhány grófi család azonban a birodalmi grófokkal egyenrangúnak számított (gefürstete Grafen). 1803-ig négy képviselőt delegáltak a birodalmi gyűlésbe, akik a birodalmi fejedelmek között szavazhattak.
- Szabadgróf
Németül Freigraf. Többnyire olyan gróf, akinek a birtoka önálló állami státussal rendelkezik (Franche-Comté Franciaország keleti részén sokáig önálló burgund grófság volt.
- Várgróf
Németül Burggraf. Várral, erősebb palotával rendelkező város, település grófja. A Német-római Birodalomban a várföldek ura, tisztségviselője, a 13. század végétől cím, örökölhető birodalmi fejedelmi rang, részben önálló uralkodói jogkörökkel. A Lengyel-Litván Unióban (1569–1795) hivatali tisztség szenátusi jogokkal (a sejm tagjainak). A régi főváros, Krakkó elöljárójának címe (Burgrabia), a nagyobb várakkal rendelkező tartomány vajdáinak helyettese.
- Vadgróf
Németül Wildgraf. Az erdőispáni tisztség örökletessé válásával kialakuló cím. Egy gyéren lakott erdős terület, királyi vadászbirtok vezető tisztségviselője, majd feudális ura.

## Magyarországon

### A középkori ispánok

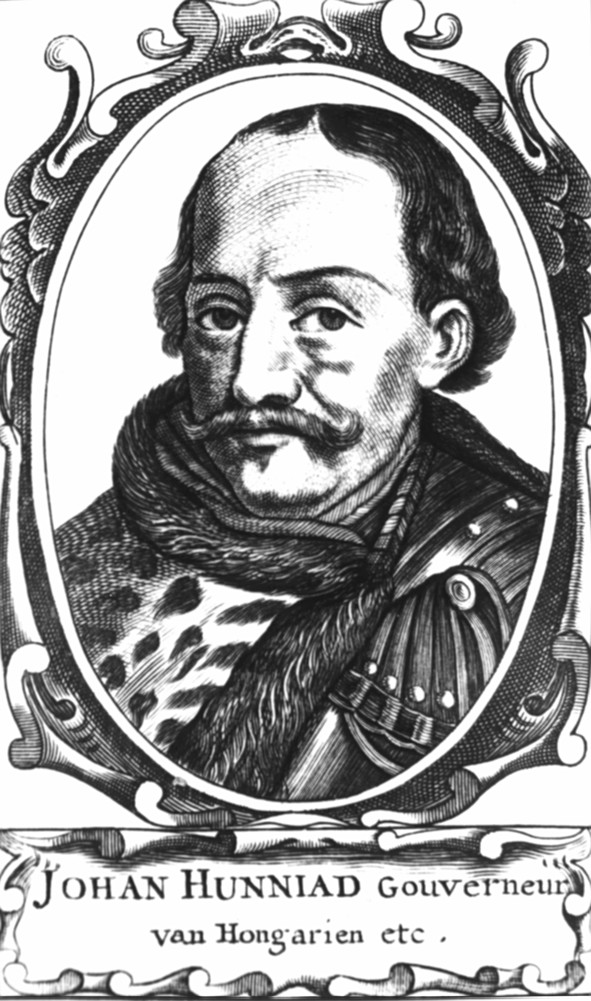
Hunyadi János

Magyarországon I. István megyerendszere a frank grófságok mintáján alapult. A comitatus élén az ispán vagy megyés ispán (comes comitatus, comes parochie) vagy várispán (comes castri) állt . A latin comitatus kifejezés egyaránt jelentett várispánságot és vármegyét. Sem a várispánság, sem a megyésinpánság nem volt öröklődő tisztség. A nyugati öröklődő grófi címnek megfelelő méltóság, cím Magyarországon csak a 15. században jelent meg örökös főispáni (latin: perpetuus comes) tisztség adományozásával. Így az első igazi "gróf" Hunyadi János volt.
Ispáni méltóságok:
- Ispán
A szláv zsupa, azaz „megye” szóból eredeztetik (a zsupán, „megyés” alakból). Tágabb értelemben általában bírói jogkörrel is rendelkező elöljáró, magasabb rangú személy címe, a comes (gróf) kifejezés magyar megfelelője. Ispán állt a királyi udvartartás (udvarispán), a királyi kápolna (kápolnaispán), a pénzügyigazgatás különböző szintjei élén (harmincadispán, pénzverő ispán, sókamaraispán, urburaispán), de az úri nemzetségek, egyes kiváltságos népcsoportok vezetőit (besenyők ispánja, székelyispán), a királyi uradalmak első embereit is így hívták.
Szűkebb értelemben a vármegyék élére állított tisztségviselő. A király nevezte ki tetszése szerinti időre. Egy ispán kezén már az Árpád-korban is több megye lehetett, egyben országos méltóságokat is betölthetett, de a 14. század közepéig önmagában is bárónak számított. Bíráskodási jogköre többször változott. A 14. századtól a sedria (megyei törvényszék) elnöke, részesült az itt beszedett bírságokból, a megyei vámokból és jövedelmekből. A 14. századtól a tisztségül kapott királyi várak teljes jövedelmét élvezte, és a vármegye katonai parancsnoka volt. Helyettesét (a 13. századig udvarispán, azután alispán) maga állította familiárisai közül. Az újkorra az ispán elnevezést fokozatosan a főispán váltotta fel.
- Várispán
Latin comes castri. Királyi várszervezet (várispánság) vezető tisztségviselője az Árpád-kori Magyarországon. Az uradalma alátartozó várföldeken élők, elsősorban a várjobbágyok és várnépek katonai parancsnoka és a király nevében eljáró bírói elöljárója volt. 1200 körül a források szerint 72 várispánság élén álltak várispánok, de számuk jóval kisebb volt, mivel egy személy több ispánságot is viselhetett. A tisztség nem volt örökletes, a várispánt az uralkodó nevezte ki és váltotta le. Ugyanakkor, mint az ország legmagasabb rangú személyei, az uralom részesei voltak, ”az ország honorjai” (honor regni). Méltósága, amelyet szintén honornak neveztek, egy ideiglenes hűbér volt, jövedelmein (a szabad dénárokon, vámokon és bírságpénzeken) a királlyal osztozott egyharmad-kétharmad arányban (király ketteje).

### Az öröklődő grófi cím
Magyarországon öröklődő grófi címet nagyobb számban a korai újkortól kegyelemlevél által a Habsburg-házi királyok adományoztak (comes, gróf, Graaf). Az örökletes grófi címek azonban korábban is léteztek. Néhány nagyhatalmú család önkényesen vett fel nyugati mintára grófi címet, melyet uralkodóink hallgatólagosan jóváhagytak. Ez a gyakorlat különösen Horvátországban (Zrínyi, Korbáviai grófok) és Nyugat-Magyarországon (Kőszegi, Szentgyörgyi-Bazini grófok) terjedt el. Az Árpád-ház kihalása után Károly Róbert nápolyi mintára örökletes conte címet adományozott megbízható híveinek, melyek sok esetben ragadványnévvé váltak; innen ered a Raholczai és Újlaki grófok Kont vagy a Cseszneky grófok Kondé mellékneve. A 15. század egyik legismertebb adománya 1453-ból Hunyadi János besztercei örökös grófi címe V. László által.
A grófok a főúri rendhez tartoztak, 1608 után az országgyűlési felsőtáblát adó réteghez. Magyarországon az első, aki valaha is grófi címet szerzett az uralkodótól, az bethlenfalvi Thurzó György nádor volt; az adományozás 1606. április 10-én történt meg Rudolf magyar királytól. A grófi címeket nemritkán (királyhű) politikai érdemekért adta az uralkodó. 1623-tól, (Bethlen István grófi rangra emelésétől) a grófi címhez nem járt automatikusan birtok vagy más adomány. Az 1885-ös főrendiházi reform óta az országgyűlési felsőházi tagsághoz a grófi cím már önmagában nem volt elegendő.
A grófi címeket – más rangokhoz és címekhez hasonlóan – az 1947. évi IV. törvény  megszüntette és használatukat megtiltotta. Egyes körökben azonban a címek használata ennek ellenére újból terjed.